# تپه گوراب (دژ گوراب)
دژ گوراب مربوط به هزاره ۴ قبل از میلاد است و در شهرستان ملایر، بخش مرکزی، روستای گوراب (معرب آن: جوراب) واقع شده و این اثر در تاریخ ۲۴ اسفند ۱۳۵۳ با شمارهٔ ثبت ۱۰۴۲ به‌عنوان یکی از آثار ملی ایران به ثبت رسیده‌است.
پژوهش‌های باستان‌شناسی در تپه گوراب به‌طور مجدد به سرپرستی علی خاکسار با هدف تعیین عرصه و پیشنهاد حریم و لایه‌نگاری انجام گرفت که در نهایت منجر به شناسایی مساحت واقعی تپه و هم‌چنین ادوار فرهنگی مختلف موجود در این تپه گردید. در مجموع در تپه گوراب بر اساس لایه‌نگاری انجام شده 8 دوره فرهنگی از: مس و سنگ میانی و جدید، مفرغ قدیم، آهن و ... شناسایی شده است. کاوش لایه‌نگاری در تپه گوراب و ارائه جدول گاهنگاری آن منجر شد تا اطلاعات جدید از دوره‌های فرهنگی و به‌ویژه در مورد عصر مفرغ قدیم در این تپه آشکار گردد. همان‌طور که می‌دانیم عصر مفرغ قدیم در زاگرس‌مرکزی، تحت عنوان «فرهنگ یانیق» شناسایی شده است و نهشته‌های این فرهنگ در تپه گوراب با ضخامت 8/5 متر، باعث شده تا به‌عنوان یکی از محوطه‌های بسیار مهم و کلیدی در این منطقه محسوب شود. در این نوشتار به استناد به داده‌های فرهنگی حاصل از کاوش (سفال و داده‌های کربن 14) و هم‌چنین استفاده از منابع کتابخانه‌ای و گزارش‌ها به بررسی و تحلیل فرهنگ یانیق در این تپه پرداخته می‌شود. نتایج این تحقیق نشان می‌دهد که یافته‌های سفالی تپه گوراب قابل مقایسه با سایر محوطه‌های یانیقی موجود در ایران از جمله: تپه پیسا، گودین‌تپه، یانیق‌تپه، گوی‌تپه و گل‌تپه و محوطه‌های یانیقی موجود در خارج از ایران از جمله در شرق ترکیه و منطقه قفقاز است. نتایج تاریخ‌گذاری کربن 14 تپه گوراب که در دانشگاه آکسفورد انگلستان انجام گرفته نشان می‌دهد که تاریخ‌گذاری این فرهنگ در زاگرس‌مرکزی بر اساس گاهنگاری موجود در گودین تپه نیاز به بازنگری و تأمل بیشتری است.

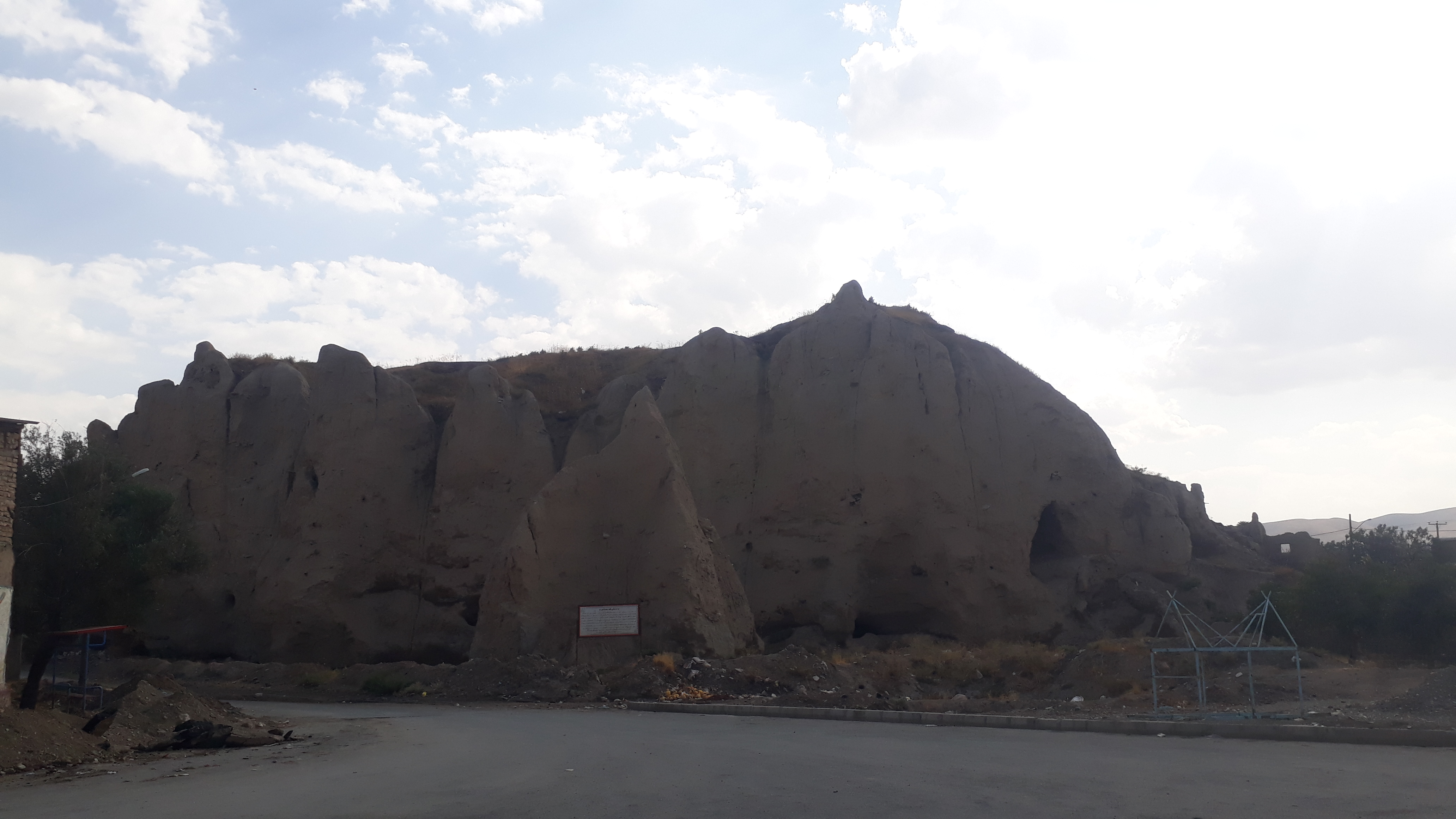